# Bergstraße 63-65 (Mönchengladbach)

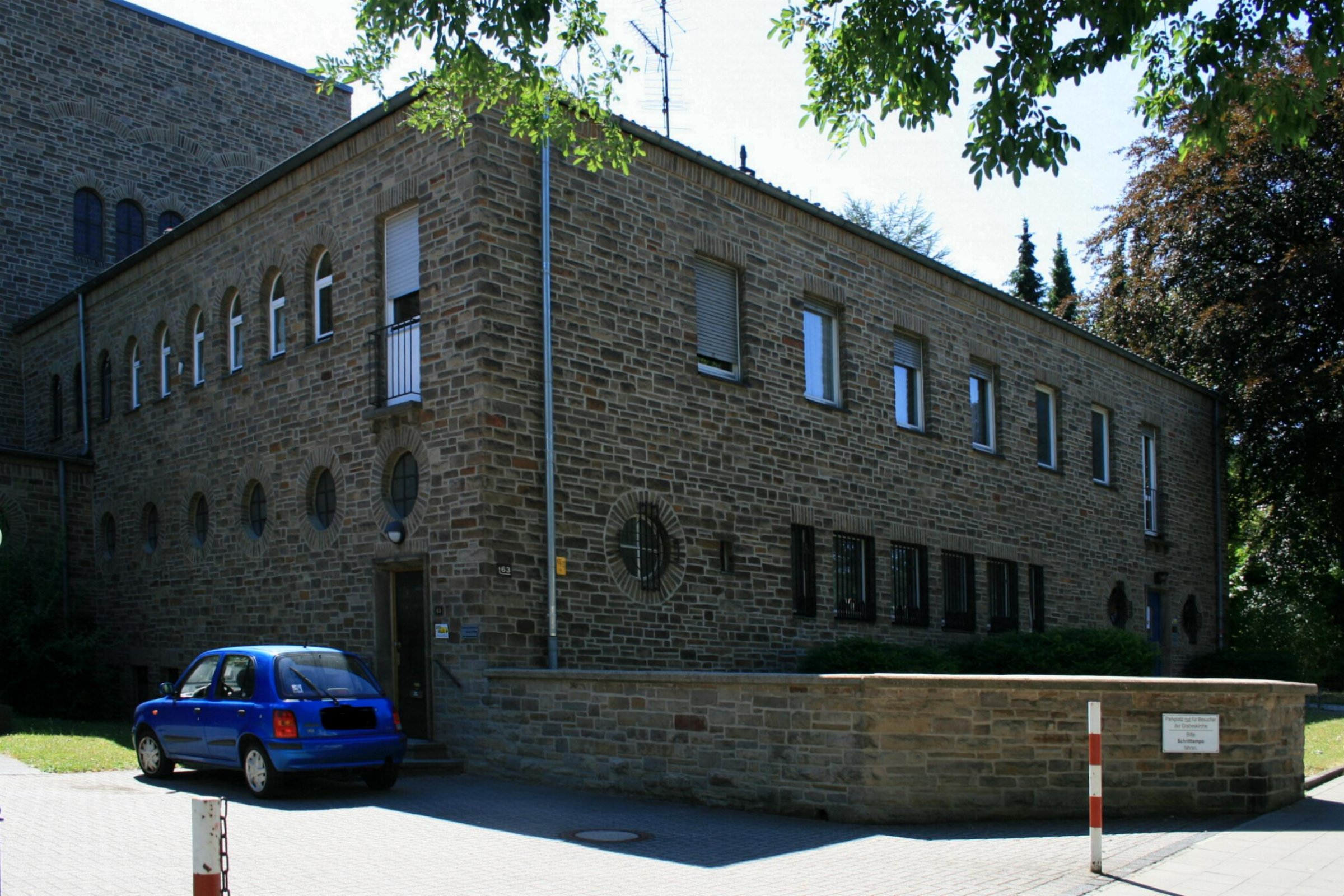
Pfarrhaus (2011)

Das Pfarrhaus Bergstraße 63-65 befindet sich im Stadtteil Eicken in Mönchengladbach (Nordrhein-Westfalen).
Das Haus wurde 1933/34 erbaut. Es ist unter Nr. B 127 am 24. Juni 1992 in die Denkmalliste der Stadt Mönchengladbach eingetragen worden.

## Lage
Das Objekt steht nördlich des Chores der St.-Elisabeth-Kirche unmittelbar nordwestlich der Einmündung der Bergstraße in die Hohenzollernstraße.

## Architektur
Das Pfarrhaus wurde 1933/1934 als traufständiges unregelmäßig vielachsiges Gebäude errichtet. Das zweigeschossige Haus wird von einem flachgeneigten Walmdach überdeckt. Es ist mit Bruchstein verkleidet.